# Quiz Meitantei Neo and Geo: Quiz Daisousasen Part 2
Quiz Meitantei Neo and Geo: Quiz Daisousasen Part 2 es un videojuego de quiz desarrollado y editado por SNK en 1992 para Neo-Geo MVS y Neo-Geo AES (NGM 042).

## Jugabilidad
La jugabilidad es la misma que en su entrega anterior por conforme vamos respondiendo a las preguntas iremos avanzando en la trama tenemos un límite de tiempo para responder (5 segundos) si no respondes en 5 segundos se te penalizará quitándote una vida.
El juego nos ofrece una serie de beneficios para tener ventaja (por ejemplo hacer 777 en el tragaperras es omitir por completo las preguntas) pero también las hay que nos dejan en desventaja.
Cuenta con 2 tramas diferentes al igual que en su entrega anterior